# Saison 2014-2015 du Heat de Miami
La saison 2014-2015 du Heat de Miami est la 27e saison de la franchise en NBA.

## Draft
| Tour | Choix | Joueur         | Poste | Nationalité | Provenance                  |
| ---- | ----- | -------------- | ----- | ----------- | --------------------------- |
| 1    | 26    | P. J. Hairston | SG    | États-Unis  | Legends du Texas (D-League) |
| 2    | 55    | Semaj Christon | PG    | États-Unis  | Xavier                      |

## Classements

### Conférence
| Conférence Est | Conférence Est         | Conférence Est | Conférence Est | Conférence Est | Conférence Est | Conférence Est | Conférence Est |
| No             | Franchise              | Vic.           | Déf.           | MJ             | MR             | % V/D          | RV             |
| -------------- | ---------------------- | -------------- | -------------- | -------------- | -------------- | -------------- | -------------- |
| 1              | Hawks d'Atlanta        | 60             | 22             | 82             | 0              | 73,2%          | -              |
| 2              | Cavaliers de Cleveland | 53             | 29             | 82             | 0              | 64,6%          | 7              |
| 3              | Bulls de Chicago       | 50             | 32             | 82             | 0              | 61,0%          | 10             |
| 4              | Raptors de Toronto     | 49             | 33             | 82             | 0              | 59,8%          | 11             |
| 5              | Wizards de Washington  | 46             | 36             | 82             | 0              | 56,1%          | 14             |
| 6              | Bucks de Milwaukee     | 41             | 41             | 82             | 0              | 50,0%          | 19             |
| 7              | Celtics de Boston      | 40             | 42             | 82             | 0              | 48,8%          | 20             |
| 8              | Nets de Brooklyn       | 38             | 44             | 82             | 0              | 46,3%          | 22             |
|                |                        |                |                |                |                |                |                |
| 9              | Pacers de l'Indiana    | 38             | 44             | 82             | 0              | 46,3%          | 22             |
| 10             | Heat de Miami          | 37             | 45             | 82             | 0              | 45,1%          | 23             |
| 11             | Hornets de Charlotte   | 33             | 49             | 82             | 0              | 40,2%          | 27             |
| 12             | Pistons de Détroit     | 32             | 50             | 82             | 0              | 39,0%          | 28             |
| 13             | Magic d'Orlando        | 25             | 57             | 82             | 0              | 30,5%          | 35             |
| 14             | 76ers de Philadelphie  | 18             | 64             | 82             | 0              | 22,0%          | 42             |
| 15             | Knicks de New York     | 17             | 65             | 82             | 0              | 20,7%          | 43             |

Ce modèle met à jour chaque article de la Conférence Est du championnat NBA 2014-2015, utiliser {{Classement NBA Conférence Est 2014-15}}

### Division
| Division Sud-Est     | V  | D  | MJ | % V/D | GB | Dom   | Ext   | Div  | Conf  |
| -------------------- | -- | -- | -- | ----- | -- | ----- | ----- | ---- | ----- |
| Hawks d'Atlanta      | 60 | 22 | 82 | 73,2% | -  | 35-6  | 25-16 | 12-4 | 38-14 |
| Washington Wizards   | 46 | 36 | 82 | 56,1% | 14 | 29-12 | 17-24 | 10-6 | 30-22 |
| Heat de Miami        | 37 | 45 | 82 | 45,1% | 23 | 20-21 | 17-24 | 6-10 | 25-27 |
| Hornets de Charlotte | 33 | 49 | 82 | 40,2% | 27 | 19-22 | 14-27 | 8-8  | 25-27 |
| Magic d'Orlando      | 25 | 57 | 82 | 30,5% | 35 | 13-28 | 12-29 | 4-12 | 15-37 |

Ce modèle met à jour chaque article de la Division Sud-Est du championnat NBA 2014-2015, utiliser {{Classement NBA Division Sud-Est 2014-15}}

## Saison régulière
| Saison régulière Total: 37-45 (Domicile: 20-21; Extérieur: 17-24) |

Le calendrier a été annoncé le 13 août.

## Confrontations
| Conférence Est      | Conférence Est                            | Conférence Est                            | Conférence Est                            | Conférence Est                            | Conférence Ouest                          | Conférence Ouest                          | Conférence Ouest                          |
| Division Atlantique | Division Atlantique                       | Division Atlantique                       | Division Atlantique                       | Division Atlantique                       | Division Nord-Ouest                       | Division Nord-Ouest                       | Division Nord-Ouest                       |
| Équipe              | Domicile                                  | Domicile                                  | Extérieur                                 | Extérieur                                 | Équipe                                    | Domicile                                  | Extérieur                                 |
| ------------------- | ----------------------------------------- | ----------------------------------------- | ----------------------------------------- | ----------------------------------------- | ----------------------------------------- | ----------------------------------------- | ----------------------------------------- |
| Boston              | 100-84                                    | 90-100                                    | 83-75                                     | 93-86                                     | Denver                                    | 108-91                                    | 82-102                                    |
| Brooklyn            | 88-84                                     | 104-98                                    | 95-83                                     | 95-91                                     | Minnesota                                 | 102-92                                    | 101-102                                   |
| New York            | 109-95                                    |                                           | 86-79                                     | 111-87                                    | Oklahoma City                             | 86-94                                     | 75-93                                     |
| Philadelphie        | 87-91                                     | 119-108                                   | 114-96                                    | 105-101                                   | Portland                                  | 108-104                                   | 83-99                                     |
| Toronto             | 107-102                                   | 104-107                                   | 92-102                                    |                                           | Utah                                      | 87-105                                    | 100-95                                    |
|                     | 6–3                                       | 6–3                                       | 8–1                                       | 8–1                                       |                                           | 3–2                                       | 1–4                                       |
| Division            | 14–4                                      | 14–4                                      | 14–4                                      | 14–4                                      | Division                                  | 4–6                                       | 4–6                                       |
| Division Centrale   | Division Centrale                         | Division Centrale                         | Division Centrale                         | Division Centrale                         | Division Pacifique                        | Division Pacifique                        | Division Pacifique                        |
| Équipe              | Domicile                                  | Domicile                                  | Extérieur                                 | Extérieur                                 | Équipe                                    | Domicile                                  | Extérieur                                 |
| Chicago             | 75-93                                     | 78-89                                     | 96-84                                     |                                           | Golden State                              | 97-114                                    | 89-104                                    |
| Cleveland           | 101-91                                    | 106-92                                    | 93-113                                    | 88-114                                    | L.A. Clippers                             | 93-110                                    | 104-90                                    |
| Detroit             | 109-102                                   |                                           | 91-108                                    | 98-99                                     | L.A. Lakers                               | 100-94                                    | 78-75                                     |
| Indiana             | 75-81                                     | 89-87                                     | 95-106                                    | 89-112                                    | Phoenix                                   | 115-98                                    | 103-97                                    |
| Milwaukee           | 84-91                                     | 102-109                                   | 85-109                                    | 88-89                                     | Sacramento                                | 114-109 (OT)                              | 95-83                                     |
|                     | 4–5                                       | 4–5                                       | 1–8                                       | 1–8                                       |                                           | 3–2                                       | 4–1                                       |
| Division            | 5–13                                      | 5–13                                      | 5–13                                      | 5–13                                      | Division                                  | 7–3                                       | 7–3                                       |
| Division Sud-Est    | Division Sud-Est                          | Division Sud-Est                          | Division Sud-Est                          | Division Sud-Est                          | Division Sud-Ouest                        | Division Sud-Ouest                        | Division Sud-Ouest                        |
| Équipe              | Domicile                                  | Domicile                                  | Extérieur                                 | Extérieur                                 | Équipe                                    | Domicile                                  | Extérieur                                 |
| Atlanta             | 102-112                                   | 91-93                                     | 103-114                                   | 86-99                                     | Dallas                                    | 72-93                                     | 105-96                                    |
| Charlotte           | 94-93                                     | 105-100                                   | 89-96                                     | 76-78                                     | Houston                                   | 91-108                                    | 79-115                                    |
|                     |                                           |                                           |                                           |                                           | Memphis                                   | 95-103                                    | 87-103                                    |
| Orlando             | 101-102                                   | 100-93                                    | 99-92                                     | 93-90 (OT)                                | New Orleans                               | 91-105                                    | 102-104                                   |
| Washington          | 107-95                                    | 103-105                                   | 86-107                                    | 97-99                                     | San Antonio                               | 81-95                                     | 85-98                                     |
|                     | 4–4                                       | 4–4                                       | 2–6                                       | 2–6                                       |                                           | 0–5                                       | 1–4                                       |
| Division            | 6–10                                      | 6–10                                      | 6–10                                      | 6–10                                      | Division                                  | 1–9                                       | 1–9                                       |
| Conférence          | 25–27 (Domicile: 14–12; Extérieur: 11–15) | 25–27 (Domicile: 14–12; Extérieur: 11–15) | 25–27 (Domicile: 14–12; Extérieur: 11–15) | 25–27 (Domicile: 14–12; Extérieur: 11–15) | Conférence                                | 12–18 (Domicile: 6–9; Extérieur: 6–9)     | 12–18 (Domicile: 6–9; Extérieur: 6–9)     |
| Total               | 37–45 (Domicile: 20–21; Extérieur: 17–24) | 37–45 (Domicile: 20–21; Extérieur: 17–24) | 37–45 (Domicile: 20–21; Extérieur: 17–24) | 37–45 (Domicile: 20–21; Extérieur: 17–24) | 37–45 (Domicile: 20–21; Extérieur: 17–24) | 37–45 (Domicile: 20–21; Extérieur: 17–24) | 37–45 (Domicile: 20–21; Extérieur: 17–24) |

## Effectif actuel
| Heat de Miami Effectif en fin de saison régulière                  |    |                        |                    |                      |
| Entraîneur : Erik Spoelstra                                        |    |                        |                    |                      |
| Ailier fort, Pivot                                                 | 11 | Drapeau des États-Unis | Chris Andersen     | Blinn Junior College |
| Ailier                                                             | 30 | Drapeau des États-Unis | Michael Beasley    | Kansas               |
| Ailier fort                                                        | 1  | Drapeau des États-Unis | Chris Bosh (C)     | Georgia Tech         |
| Meneur                                                             | 15 | Drapeau des États-Unis | Mario Chalmers     | Kansas               |
| Ailier                                                             | 9  | /                      | Luol Deng          | Duke                 |
| Meneur                                                             | 7  | Drapeau de la Slovénie | Goran Dragić       | Slovénie             |
| Meneur/Ailier                                                      | 12 | Drapeau de la Slovénie | Zoran Dragić       | Slovénie             |
| Ailier                                                             | 32 | Drapeau des États-Unis | James Ennis (R)    | Long Beach           |
| Ailier fort                                                        | 40 | Drapeau des États-Unis | Udonis Haslem      | Florida              |
| Meneur                                                             | 8  | Drapeau des États-Unis | Tyler Johnson      | Fresno               |
| Ailier fort, Pivot                                                 | 4  | Drapeau des États-Unis | Josh McRoberts     | Duke                 |
| Meneur                                                             | 13 | Drapeau des États-Unis | Shabazz Napier (R) | Connecticut          |
| Arrière                                                            | 3  | Drapeau des États-Unis | Dwyane Wade (C)    | Marquette            |
| Ailier fort                                                        | 5  | Drapeau des États-Unis | Henry Walker       | Kansas               |
| Pivot                                                              | 21 | Drapeau des États-Unis | Hassan Whiteside   | Marshall             |
| (C) Capitaine (AL) - Agent libre (R) - Rookie (ou Recrue) - Blessé |    |                        |                    |                      |

## Contrats et salaires 2014-2015
| no                                       | Joueur           | Poste | Âge   | Type de contrat | Salaire      | Fin de contrat |
| ---------------------------------------- | ---------------- | ----- | ----- | --------------- | ------------ | -------------- |
| Joueurs actuels                          |                  |       |       |                 |              |                |
| 11                                       | Chris Andersen   | PF    | 36    | Cap Space       | 5 375 000 $  | 2016 (UFA)     |
| 30                                       | Michael Beasley  | SF    | 26    | Minimum         | 195 440 $    | 2015 (T)       |
| 1                                        | Chris Bosh       | C     | 30    | Bird            | 20 644 400 $ | 2019 (UFA)     |
| 15                                       | Mario Chalmers   | PG    | 28    | Bird            | 4 000 000 $  | 2016 (UFA)     |
| 9                                        | Luol Deng        | SF    | 29    | Cap Space       | 9 714 461 $  | 2015 (P)       |
| 7                                        | Goran Dragić     | PG    | 28    | Cap Space       | 7 500 000 $  | 2015 (P)       |
| 12                                       | Zoran Dragić     | SG    | 25    | Cap Space       | 1 500 000 $  | 2016 (RFA)     |
| 32                                       | James Ennis      | SF    | 24    | Cap Space       | 507 336 $    | 2017 (UFA)     |
| 40                                       | Udonis Haslem    | PF    | 34    | Room            | 2 732 000 $  | 2016 (UFA)     |
| 8                                        | Tyler Johnson    | SG    | 22    | Minimum         | 199 955 $    | 2016 (RFA)     |
| 4                                        | Josh McRoberts   | PF    | 27    | Cap Space       | 5 305 000 $  | 2018 (UFA)     |
| 13                                       | Shabazz Napier   | PG    | 23    | Rookie          | 1 238 640 $  | 2016 (T)       |
| 3                                        | Dwyane Wade      | SG    | 32    | Bird            | 15 000 000 $ | 2015 (P)       |
| 5                                        | Henry Walker     | PG    | 27    | Minimum         | 189 633 $    | 2016 (UFA)     |
| 21                                       | Hassan Whiteside | C     | 25    | Minimum         | 769 881 $    | 2016 (UFA)     |
| Contrat(s) terminé(s) en cours de saison |                  |       |       |                 |              |                |
| -                                        | Michael Beasley  | SF    | 26    | 10 jours        | 53 838 $     | -              |
| -                                        | Michael Beasley  | SF    | 26    | 10 jours        | 53 838 $     | -              |
| -                                        | Henry Walker     | PG    | 27    | 10 jours        | 53 838 $     | -              |
| -                                        | Henry Walker     | PG    | 27    | 10 jours        | 53 838 $     | -              |
| -                                        | Tyler Johnson    | SG    | 22    | 10 jours        | 29 843 $     | -              |
| -                                        | Tyler Johnson    | SG    | 22    | 10 jours        | 29 843 $     | -              |
| Joueur(s) résilié(s) cette saison        |                  |       |       |                 |              |                |
| -                                        | Shannon Brown    | PG    | 29    | -               | 238 935 $    | -              |
| -                                        | Andre Dawkins    | SG    | 23    | -               | 217 856 $    | -              |
| -                                        | Tyler Johnson    | SG    | 22    | -               | 75 000 $     | -              |
| -                                        | Khem Birch       | PF    | 22    | -               | 50 000 $     | -              |
| -                                        | Larry Drew II    | PG    | 25    | -               | 25 000 $     | -              |
|                                          |                  |       |       |                 |              |                |
| Total                                    | Total            | Total | Total | Total           | 75 753 570 $ | -              |

- (UFA) = Le joueur est libre de signer ou il veut à la fin de la saison.
- (RFA) = Le joueur peut signer un contrat avec l’équipe de son choix, mais son équipe de départ a le droit de s’aligner sur n’importe quelle offre qui lui sera faite.
- (P) =  Le joueur décide de rester une saison supplémentaire avec son équipe ou pas. S'il décide de ne pas rester, il devient agent libre.
- (T) =  L'équipe décide de conserver (ou non) son joueur pour une saison supplémentaire. Si elle ne le garde pas, il devient agent libre.
- 2015 = Joueurs qui peuvent quitter le club à la fin de cette saison.

### Échanges
Échanges hors échanges du jour de la draft 2014.
| Juin            | Juin | Juin                                                                       | Juin                    |
| --------------- | --- | -------------------------------------------------------------------------- | ----------------------- |
| 26 juin 2014    | Échange à deux équipes | Échange à deux équipes                                                     | Échange à deux équipes  |
| 26 juin 2014    | Vers Hornets de Charlotte - Droits du 26e choix de draft : P. J. Hairston - Droits du 55e choix de draft : Semaj Christon - Choix de second tour draft 2019 - Compensation financière | Vers Heat de Miami - Droits du 24e choix de draft : Shabazz Napier         | [ 3 ]                   |
| Février         | |                                                                            |                         |
| 19 février 2015 | Échange à trois équipes | Échange à trois équipes                                                    | Échange à trois équipes |
| 19 février 2015 | Vers Suns de Phoenix - Danny Granger (de Miami) - John Salmons (de New Orleans) - Premier tour de draft 2017 (de Miami) - Premier tour de draft 2021 (de Miami)                       | Vers Heat de Miami - Goran Dragić (de Phoenix) - Zoran Dragić (de Phoenix) | [ 4 ]                   |
| 19 février 2015 | Vers Pelicans de La Nouvelle-Orléans - Norris Cole (de Miami) - Shawne Williams (de Miami) - Justin Hamilton (de Miami) - Compensation financière (de Miami)                          |                                                                            | [ 4 ]                   |

## Free agents (Agents libres)

### Free agents qui resignent
| Date       | Joueur         | Contrat                                                         | Fin du contrat | Référence |
| ---------- | -------------- | --------------------------------------------------------------- | -------------- | --------- |
| 14 juillet | Mario Chalmers | 8 300 000 $ sur 2 ans                                           | 2016           | [ 5 ]     |
| 15 juillet | Dwyane Wade    | 31 125 000 $ sur 2 ans (Option joueur pour la saison 2015-2016) | 2016           | [ 6 ]     |
| 18 juillet | Udonis Haslem  | 5 590 000 $ sur 2 ans                                           | 2016           | [ 7 ]     |
| 19 juillet | Chris Andersen | 10 375 000 $ sur 2 ans                                          | 2016           | [ 8 ]     |
| 30 juillet | Chris Bosh     | 118 700 000 $ sur 5 ans                                         | 2019           | [ 9 ]     |

### Arrivés
Apparaissent seulement les joueurs ayant commencé le calendrier de la saison régulière avec l'équipe (28 octobre 2014) et les joueurs signés en cours d'année.
| Date         | Joueur                                         | Contrat                                                                   | Provenance                                                | Référence |
| ------------ | ---------------------------------------------- | ------------------------------------------------------------------------- | --------------------------------------------------------- | --------- |
| 14 juillet   | Danny Granger                                  | 4 250 000 $ sur 2 ans (Option joueur pour la saison 2015-2016)            | Clippers de Los Angeles                                   | [ 10 ]    |
| 14 juillet   | Josh McRoberts                                 | 22 650 000 $ sur 4 ans                                                    | Charlotte Bobcats                                         | [ 11 ]    |
| 15 juillet   | James Ennis                                    | 2 330 000 $ sur 3 ans (Agent libre restreint lors de la saison 2017-2018) | Piratas de Quebradillas (Porto Rico)                      | [ 12 ]    |
| 15 juillet   | Luol Deng                                      | 19 870 000 $ sur 2 ans (Option joueur pour la saison 2015-2016)           | Cavaliers de Cleveland                                    | [ 13 ]    |
| 18 juillet   | Shabazz Napier                                 | 2 530 000 $ sur 2 ans (Option d'équipe pour les saisons 2016 et 2017)     | Connecticut (no 24 de la draft de Portland via Charlotte) | [ 14 ]    |
| 1er août     | Shawne Williams                                | 2 580 000 $ sur 1 an                                                      | D-Fenders de Los Angeles (D-League)                       | [ 15 ]    |
| 6 août       | Tyler Johnson                                  | 1 350 000 $ sur 2 ans                                                     | Fresno (non présent lors de la Draft 2014)                | [ 16 ]    |
| 27 août      | Shannon Brown                                  | 1 300 000 $ sur 1 an                                                      | Knicks de New York                                        | [ 17 ]    |
| 23 septembre | Andre Dawkins (Invitation camp d'entraînement) | 507 000 $ sur 1 an                                                        | Duke (non présent lors de la Draft 2014)                  | [ 18 ]    |
| 26 septembre | Chris Johnson (Invitation camp d'entraînement) | 948 000 $ sur 1 an                                                        | Zhejiang Lions (Chine)                                    | [ 19 ]    |
| 24 novembre  | Hassan Whiteside                               | 770 000 $ sur 1 an                                                        | Energy de l'Iowa (D-League)                               | [ 20 ]    |
| 12 janvier   | Tyler Johnson                                  | Contrat de 10 jours                                                       | Skyforce de Sioux Falls (D-League)                        | [ 21 ]    |
| 29 janvier   | Tyler Johnson                                  | Second contrat de 10 jours                                                | Heat de Miami                                             | [ 22 ]    |
| 8 février    | Tyler Johnson                                  | 1 005 000 $ sur 2 ans (Agent libre restreint lors de la saison 2016-2017) | Heat de Miami (Après deux contrats de 10 jours)           | [ 23 ]    |
| 21 février   | Henry Walker                                   | Contrat de 10 jours                                                       | Skyforce de Sioux Falls (D-League)                        | [ 24 ]    |
| 26 février   | Michael Beasley                                | Contrat de 10 jours                                                       | Shanghai Sharks (Chine)                                   | [ 25 ]    |
| 3 mars       | Henry Walker                                   | Second contrat de 10 jours                                                | Heat de Miami                                             | [ 26 ]    |
| 8 mars       | Michael Beasley                                | Second contrat de 10 jours                                                | Heat de Miami                                             | [ 27 ]    |
| 13 mars      | Henry Walker                                   | 1 200 000 $ sur 2 ans                                                     | Heat de Miami (Après deux contrats de 10 jours)           | [ 28 ]    |
| 18 mars      | Michael Beasley                                | 195 000 $ sur 1 an (Option d'équipe lors de la saison 2015-2016)          | Heat de Miami (Après deux contrats de 10 jours)           | [ 29 ]    |

### Départs
| Date         | Joueur          | Raison départ | Nouvelle équipe         | Référence |
| ------------ | --------------- | ------------- | ----------------------- | --------- |
| 12 juillet   | LeBron James    | Agent libre   | Cavaliers de Cleveland  | [ 30 ]    |
| 5 août       | James Jones     | Agent libre   | Cavaliers de Cleveland  | [ 31 ]    |
| 25 septembre | Michael Beasley | Agent libre   | Shanghai Sharks (Chine) | [ 32 ]    |

## Récompenses
| Date       | Joueur      | récompense                                                                             | Référence |
| ---------- | ----------- | -------------------------------------------------------------------------------------- | --------- |
| 3 novembre | Chris Bosh  | Joueur de la semaine dans la conférence Est (Semaine du 28 octobre au 2 novembre 2014) | [ 33 ]    |
| 23 mars    | Dwyane Wade | Joueur de la semaine dans la conférence Est (Semaine du 16 au 22 mars 2015)            | [ 34 ]    |